# Wild Love (James Bay)
Wild Love è un singolo del cantautore britannico James Bay, pubblicato l'8 febbraio 2018 come primo estratto dal secondo album in studio Electric Light.

## Video musicale
Il video musicale è stato pubblicato il 19 febbraio 2018 sul canale Vevo-YouTube del cantante.